# John Cabrera (Kameramann)
John Cabrera Puig, auch Johnny Cabrera (* 14. Januar 1925 in Liverpool, Vereinigtes Königreich; † 18. April 2014 in Dénia, Spanien) war ein spanisch-britischer Kameramann.

## Leben
Cabrera bewarb sich im Alter von 16 Jahren bei The Rank Organisation und lernte die Filmbranche von der Pike auf kennen. Im Zweiten Weltkrieg nahm Cabrera 1944 als Fotograf an den alliierten Landeoperationen in der Normandie und 1945 beim Einmarsch alliierter Truppen auf deutsches Gebiet teil. Nach Kriegsende wieder im Zivilleben, diente Cabrera zunächst als Materialassistent, dann als zweiter und schließlich als erster Kameraassistent. 1952 kehrte er in das Land seiner Eltern, Spanien, zurück, und diente dort, beginnend in diesem Jahr bei dem vor Ort gedrehten Kostüm- und Liebesfilmdrama „Boccaccios große Liebe“ zunächst als ein der englischen wie spanischen Sprache mächtiger Ansprechpartner für die hier drehenden britischen und US-amerikanischen Filmteams. Auch hier musste Cabrera sich mit untergeordneten Jobs, etwa als Kameraassistent, begnügen, diente aber auch immer wieder als Mittler zwischen den fremden Filmteams und den spanischen Behörden bzw. der heimischen Statisterie. In dieser Funktion war Cabrera beispielsweise auch 1955 an Robert Rossens Kolossalschinken Alexander der Große und 1961/62 an David Leans Meisterwerk Lawrence von Arabien beteiligt.
Noch im Alter von mehr als 40 Jahren war John Cabrera nicht über den Posten eines einfachen Kameramanns hinausgekommen und diente in dieser untergeordneten Funktion Second-Unit-Filmteams bei internationalen Großproduktionen, die in der zweiten Hälfte der 1960er Jahre in Spanien hergestellt wurden. Darunter fallen aufwendig besetzte und gestaltete Filme wie Die letzte Schlacht, Der Kampf, Pancho Villa reitet, Ein Tag zum Kämpfen, Shalako, Krakatoa – Das größte Abenteuer des letzten Jahrhunderts und Als Dinosaurier die Erde beherrschten (entstanden auf Teneriffa).
Beim gleichfalls in Spanien abgedrehten, britischen Western Captain Apache gab John Cabrera 1970 endlich seinen Einstand als Chefkameramann. Zunächst ließ man ihn auch weiterhin international produzierte Filme (Ruf der Wildnis, Der Mann aus El Paso, „Papier Tiger“) fotografieren, dann aber stand Cabrera überwiegend bei rein spanischen Filmen hinter der Kamera, die zumeist auch im Ausland wenig gezeigt wurden. 1981 übernahm er noch einmal die Second-Unit-Kamera bei einer außerhalb der USA entstandenen Hollywood-Produktion, Conan der Barbar mit Arnold Schwarzenegger. Cabreras letzte Arbeit blieb die unvollendet gebliebene, internationale Großproduktion „Genghis Khan“ (Dschingis Khan), die 1992 wegen erheblichen Finanzierungsschwierigkeiten des italienischen Co-Produzenten nicht vollendet werden konnte. Hier arbeitete Cabrera auch zum letzten Mal mit dem Briten Ken Annakin zusammen, der ihn seit „Die letzte Schlacht“ immer wieder mal als Kameramann eingesetzt hatte. Anschließend zog sich Cabrera ins Privatleben an die Costa Blanca zurück.

## Filmografie
- 1970: Als Dinosaurier die Erde beherrschten (Whe Dinosaurs Ruled the Earth)
- 1971: Captain Apache
- 1972: Ruf der Wildnis (The Call of the Wild)
- 1973: Der Mann aus El Paso (Un hombre llamado Noon)
- 1974: Papier Tiger (Paper Tiger)
- 1977: Nido de viudas
- 1978: Jaguar lebt! (Jaguar Lives!)
- 1980: Chocolate
- 1980: Esperando a papá
- 1980: Hölle der lebenden Toten (Virus)
- 1982: Triumph des Mannes, den sie Pferd nannten (Triumphs of a Man Called Horse)
- 1983: Hundra
- 1983: Gazel, der Wüstenkrieger (Tuareg)
- 1984: Der Tempel des blutigen Goldes (Yellow Hair and the Fortress of Gold)
- 1984: Black Arrow – Krieg der Rosen (Flecha negra)
- 1987: Das große Geheimnis (El gran secreto) (Fernsehserie)
- 1988: Flamenco
- 1989: Feuer im Blut (Hot Blood)
- 1992: Genghis Khan (unvollendet)